# Kîslivka, Tarașcea
Kîslivka (în ucraineană Кислівка) este localitatea de reședință a comunei Kîslivka din raionul Tarașcea, regiunea Kiev, Ucraina.

## Demografie
Componența lingvistică a localității Kîslivka
     Ucraineană (97,38%)
     Rusă (2,36%)
     Alte limbi (0,26%)
Conform recensământului din 2001, majoritatea populației localității Kîslivka era vorbitoare de ucraineană (97,38%), existând în minoritate și vorbitori de rusă (2,36%).